# Ringerlösung

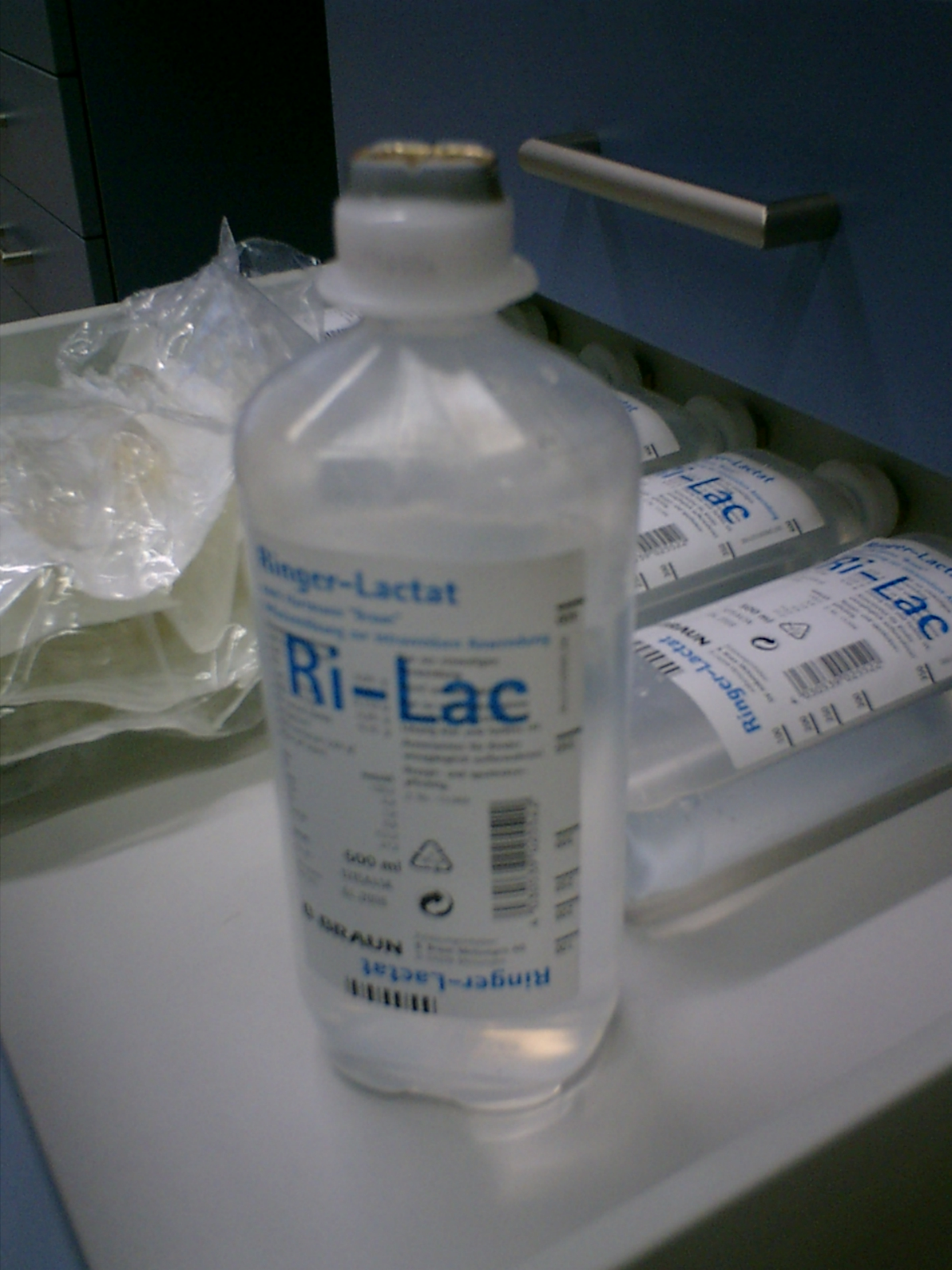
Eine 500-ml-Infusionsflasche Ringer-Lactat

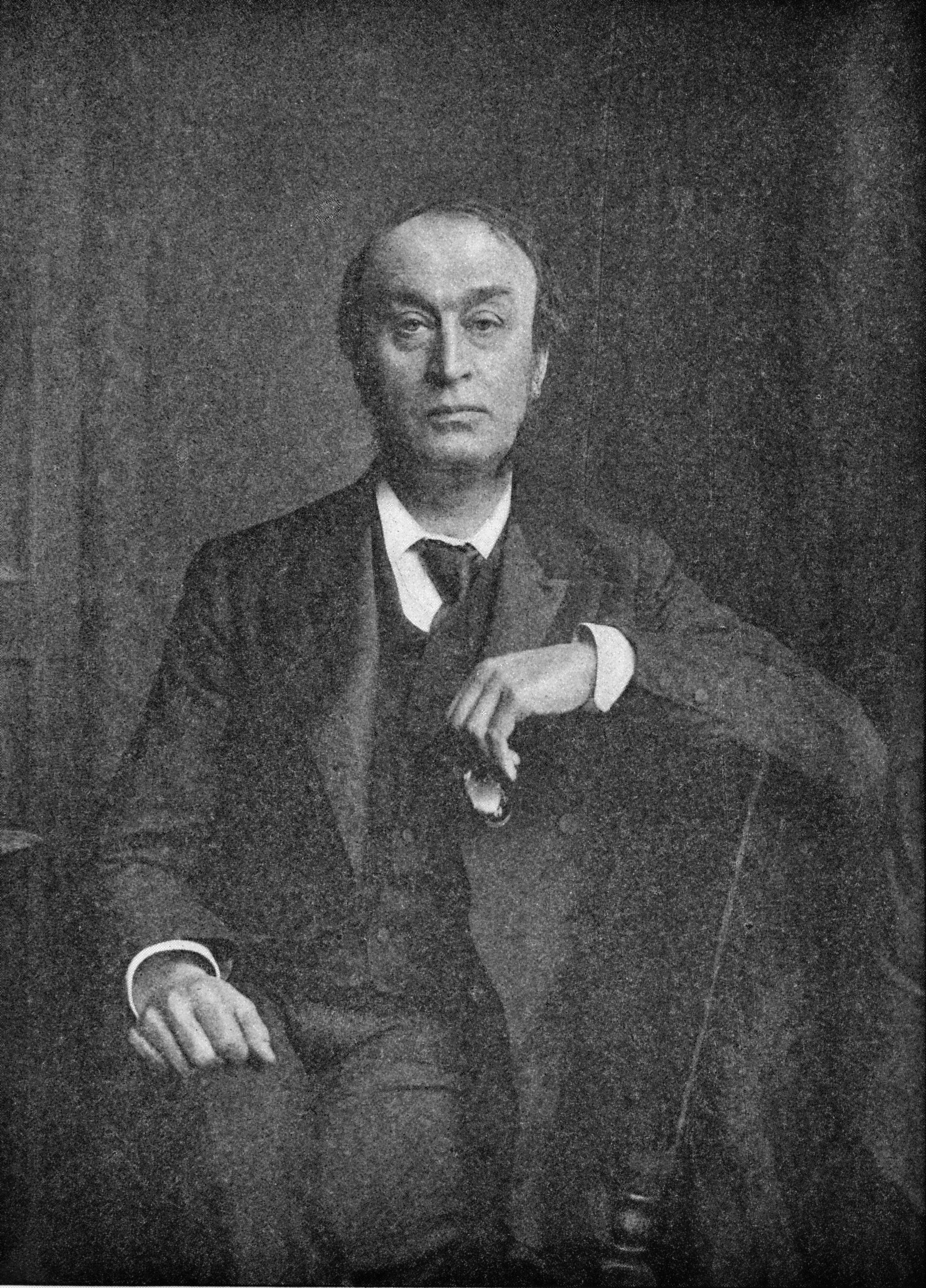
Sydney Ringer

Ringerlösung (Solutio Ringeri), modifiziert auch Locke(-Ringer)-Lösung (Solutio Ringer-Locke), ist eine wässrige Infusionslösung und wird bei isotoner Dehydratation (Austrocknung) als Flüssigkeitsersatz bei extrazellulärem Flüssigkeitsverlust verwendet. Ferner dient sie als Trägerlösung für Elektrolytkonzentrate oder bestimmte Medikamente, die intravenös verabreicht werden.

## Geschichte
Die Zusammensetzung der Ringerlösung gründet auf der Entwicklung des britischen Physiologen Sydney Ringer (1835–1910). In den Jahren 1882/83 entdeckte er die Bedeutung von Calcium für die Kontraktion des Herzens, als er am Froschherzen verschiedene Lösungen als Abwandlung der „Physiologischen Kochsalzlösung“ (eigentlich Isotonische Kochsalzlösung) testete. Auch Kalium identifizierte er als eine Schlüsselzutat. Der Brite Frank Spiller Locke (1871–1949) erkannte 1907, dass der Herzstoffwechsel Glucose verbraucht.
Das von Ringer entwickelte ‚excellent artificial circulating fluid‘ enthielt umgerechnet 133 mmol/l Natriumchlorid (NaCl), 1,34 mmol/l Kaliumchlorid (KCl), 2,76 mmol/l Natriumhydrogencarbonat (NaHCO3) und 1,25 mmol/l Calciumchlorid (CaCl2).
Es ist die Ausgangslösung für die biochemisch verwendeten Vollelektrolytlösungen (Balanced Salt Solutions), die es ermöglichen, eine normale Zellfunktion in vitro aufrechtzuerhalten. Sie ist auch die Grundlage der Vollelektrolytlösungen für die klinische Anwendung (Infusionstherapie, Spüllösungen).

## Eigenschaften
Hergestellt wird Ringerlösung  aus Natriumchlorid, Kaliumchlorid und Calciumchlorid durch Auflösen in Wasser für Injektionszwecke. Sie ist isoton.
Varianten der Ringerlösung sind die Ringer-Lactat-Lösung und die Ringer-Acetat-Lösung, die organische Anionen wie Lactat (Anion der Milchsäure) oder Acetat (Anion der Essigsäure) enthalten sowie teilweise Magnesium. Dies erreicht man durch den Zusatz entsprechender Salze wie Natriumlactat bzw. Natriumacetat und Magnesiumchlorid.
Ringer-Lactat-Lösung setzt durch Metabolisierung der Lactat-Ionen in der Leber Hydrogencarbonat-Ionen (HCO3−) frei, die eine puffernde Wirkung auf den pH-Wert des Blutes haben. Beim Vorliegen einer  leichten Azidose trägt Ringer-Lactat-Lösung zur Stabilisierung des pH-Werts des Blutes bei.
Jedoch entsteht durch den Umwandlungsprozess auch ein bedeutsamer zusätzlicher Sauerstoffbedarf des Körpers.
| Zusammensetzung von Ringerlösung und ihren Varianten | Zusammensetzung von Ringerlösung und ihren Varianten | Zusammensetzung von Ringerlösung und ihren Varianten | Zusammensetzung von Ringerlösung und ihren Varianten | Zusammensetzung von Ringerlösung und ihren Varianten | Zusammensetzung von Ringerlösung und ihren Varianten | Zusammensetzung von Ringerlösung und ihren Varianten | Zusammensetzung von Ringerlösung und ihren Varianten | Zusammensetzung von Ringerlösung und ihren Varianten |
| ---------------------------------------------------- | ---------------------------------------------------- | ---------------------------------------------------- | ---------------------------------------------------- | ---------------------------------------------------- | ---------------------------------------------------- | ---------------------------------------------------- | ---------------------------------------------------- | ---------------------------------------------------- |
| Infusionslösung                                      | Na+ (mmol/l)                                         | K+ (mmol/l)                                          | Ca2+ (mmol/l)                                        | Mg2+ (mmol/l)                                        | Cl− (mmol/l)                                         | Lactat− (mmol/l)                                     | Acetat− (mmol/l)                                     | Theoretische Osmolarität (mOsm/l)                    |
| Ringerlösung USP/Std.Zul.                            | 147                                                  | 4                                                    | 2,25                                                 | –                                                    | 156                                                  | –                                                    | –                                                    | 309                                                  |
| Ringer-Lactat-Lösung USP                             | 130                                                  | 4                                                    | 1,4                                                  | –                                                    | 109                                                  | 28                                                   | –                                                    | 272                                                  |
| Ringer-Lactat-Lösung                                 | 131                                                  | 5,4                                                  | 1,8                                                  | –                                                    | 112                                                  | 28                                                   | –                                                    | 279                                                  |
| Ringer-Acetat-Lösung                                 | 130                                                  | 5,4                                                  | 0,9                                                  | 1,0                                                  | 112                                                  | –                                                    | 27                                                   | 276                                                  |

## Anwendung
- bei der Reinigung von Wunden
- als Trägerlösung
- zur Behandlung eines zu geringen Blutvolumens (Hypovolämie)
- zum Ausgleich von Wasser- und Elektrolytverlusten und zur Stabilisierung des pH-Werts